# Dia de Jabotinsky
O Dia de Jabotinsky (em hebraico: יוֹם־זַ׳בּוֹטִינְסְקִי  ) é um feriado nacional israelense celebrado anualmente no vigésimo nono dia do mês hebraico de Tamuz, para homenagear a vida e a visão do líder sionista Ze'ev Jabotinsky. 

## História
O Dia de Jabotinsky foi criado pelo Knesset israelense como parte da Lei Jabotinsky. De acordo com a lei, o Dia de Jabotinsky é realizado uma vez por ano, no dia 29 de Tamuz, dia da morte de Ze'ev Jabotinsky. Neste dia, um serviço memorial de Estado é realizado no Monte Herzl, em Jerusalém. Nos campos e escolas das IDF, o tempo é dedicado às suas realizações e à visão sionista. O Conselho Público realiza um simpósio e no Knesset é feita uma sessão especial. Se o dia 29 de Tamuz cair no shabat, o Dia de Jabotinsky será celebrado no domingo seguinte.